# Сидорова, Алевтина Николаевна
Алевтина Николаевна Сидорова (3 июля 1927 ― 27 февраля 2019) ― советский и российский хирург, уролог, участник трудового фронта в годы Великой Отечественной войны, почётный гражданин Выборга и Выборгского района (1995).

## Биография
Родилась 3 июля 1927 года в селе Крохино (ныне затоплено водохранилищем), Белозерского района Череповецкой губернии в многодетной семье, где воспитывалось девять детей. Рано осталась без родительского попечения. В 1942 году завершила обучение в Крохинской неполной средней школе (семилетка) с похвальной грамотой. Уехала поступать в Вологодскую фельдшерско-акушерскую школу по специальности фельдшер. Стала проживать в семье старшей сестры, вдовы воспитывающей троих детей.
Во время обучения, в годы войны, в вечернее и в ночное время ей приходилось работать в госпитале санитаркой или трудиться на сортировочной площадке станции Вологда, куда привозили раненых с Ленинградского фронта.
В июне 1945 года завершила с отличием обучение в фельдшерской школе. Переехала в Ленинград, стала проживать у другой старшей сестры, тоже вдовы с тремя детьми. Трудиться стала в поликлинике Октябрьской железной дороги медицинской сестрой. Продолжила обучение в вечерней школе. За отличную работу ей было присвоено звание «Лучшая медицинская сестра Октябрьской железной дороги». В 1949 году успешно сдала экзамены на поступление в Ленинградский медицинский институт имени академика Павлова. В 1955 году завершила обучение в высшем учебном заведении и получила специальность «хирург».
С 1955 года стала работать в различных медицинских учреждениях города Выборга и Выборгского района. Общий стаж работы врачом составил 46 лет. С 1955 по 1968 годы трудилась хирургом центральной районной больницы (ЦРБ). Провела десятки сложных операций на органах брюшной полости. С 1968 по 1983 годы работала урологом, заведующей урологическим отделением. В 1983 году стала работать урологом городской поликлиники, ежедневно проводила амбулаторные приемы больных. От 20 до 40 пациентов каждые день обращались к ней. Врач высшей квалификационной категории. В начале 2000-х вышла на заслуженный отдых.
Решением руководства Выборгского района 23 мая 1995 года Алевтине Николаевне Сидоровой присвоено звание «Почётный гражданин Выборгского района и города Выборга».
Проживала в городе Выборге. Умерла 27 февраля 2019 года.

## Награды и звания
- Медаль «В ознаменование 100-летия со дня рождения Владимира Ильича Ленина»,
- «Отличник здравоохранения РСФСР».
- другими медалями

- Почётный гражданин Выборга и Выборгского района (23.05.1995).